# Ludwigiasläktet
Ludwigiasläktet (Ludwigia) är ett släkte växter i familjen dunörtsväxter cirka 80 arter. De förekommer på alla kontinenter utom på Antarktis.
Släktet liknar arterna i nattljussläktet (Oenothera) men foderbladen sitter kvar när blomman slagit ut och de har inte någon pip mellan fruktämnet och hyllet. Nattljussläktet tappar sina foderblad när blomman öppnar sig och har en lång pip.